# Zeslandentoernooi 2003 (mannen)
Het Zeslandentoernooi voor mannen van de Rugby Union in 2003 werd gespeeld tussen 15 februari en 29 maart. Winnaar werd Engeland, dat al zijn wedstrijden wist te winnen (de twaalfde grand slam van Engeland). Later in het jaar won Engeland ook het wereldkampioenschap. Door de grand slam van Engeland, wonnen ze ook de Triple Crown, de Calcutta Cup en de Millennium Trophy.

## Deelnemers
De zes vaste deelnemers speelden hun thuisduels in de volgende stadions.
| Land      | Stadion            | Plaats      | capaciteit |
| --------- | ------------------ | ----------- | ---------- |
| Frankrijk | Stade de France    | Saint-Denis | 80.000     |
| Wales     | Millennium Stadium | Cardiff     | 75.500     |
| Engeland  | Twickenham         | Londen      | 75.000     |
| Schotland | Murrayfield        | Edinburgh   | 67.500     |
| Ierland   | Lansdowne Road     | Dublin      | 49.000     |
| Italië    | Stadio Flaminio    | Rome        | 25.000     |

## Eindstand
| Land      | Wed | Win | Gel | Ver | Saldo     | +/− | Ptn |
| --------- | --- | --- | --- | --- | --------- | --- | --- |
| Engeland  | 5   | 5   | 0   | 0   | 173 - 46  | 127 | 10  |
| Ierland   | 5   | 4   | 0   | 1   | 119 - 97  | 22  | 8   |
| Frankrijk | 5   | 3   | 0   | 2   | 153 - 75  | 78  | 6   |
| Schotland | 5   | 2   | 0   | 3   | 81 - 163  | -82 | 4   |
| Italië    | 5   | 1   | 0   | 4   | 100 - 185 | -85 | 2   |
| Wales     | 5   | 0   | 0   | 5   | 82 - 144  | -62 | 0   |

## Uitslagen
De vermelde tijden zijn allemaal lokale tijden.

### Eerste ronde
| Datum              | Wedstrijd            | Uitslag |
| ------------------ | -------------------- | ------- |
| 15 februari, 14:30 | Italië - Wales       | 30 - 22 |
| 15 februari, 16:00 | Engeland - Frankrijk | 25 - 17 |
| 16 februari, 15:00 | Schotland - Ierland  | 6 - 36  |

### Tweede ronde
| Datum              | Wedstrijd             | Uitslag |
| ------------------ | --------------------- | ------- |
| 22 februari, 15:30 | Italië - Ierland      | 13 - 37 |
| 22 februari, 17:30 | Wales - Engeland      | 9 - 26  |
| 23 februari, 15:00 | Frankrijk - Schotland | 38 - 3  |

### Derde ronde
| Datum          | Wedstrijd           | Uitslag |
| -------------- | ------------------- | ------- |
| 8 maart, 14:00 | Ierland - Frankrijk | 15 - 12 |
| 8 maart, 16:00 | Schotland - Wales   | 30 - 22 |
| 9 maart, 15:00 | Engeland - Italië   | 40 - 5  |

### Vierde ronde
| Datum           | Wedstrijd            | Uitslag |
| --------------- | -------------------- | ------- |
| 22 maart, 14:00 | Engeland - Schotland | 40 - 9  |
| 22 maart        | Wales - Ierland      | 24 - 25 |
| 23 maart, 14:00 | Italië - Frankrijk   | 27 - 53 |

### Vijfde ronde
| Datum           | Wedstrijd          | Uitslag |
| --------------- | ------------------ | ------- |
| 29 maart, 14:00 | Frankrijk - Wales  | 33 - 5  |
| 29 maart, 14:00 | Ierland - Engeland | 6 - 42  |
| 29 maart, 15:00 | Schotland - Italië | 33 - 25 |